# Sápes
Sápes, en grec moderne : Σάπες,  est une petite ville et un ancien dème du district régional de Rhodope, en Macédoine-Orientale-et-Thrace, Grèce. Depuis 2010, dans le cadre du programme Kallikratis, il est intégré au sein du dème de Marónia-Sápes.
Selon le recensement de 2021, la population de l'ancien dème devenu district municipal s'élève à 6 738 habitants, celle de la communauté municipale à 3 948 habitants, tandis que celle de la ville compte 2 694 habitants.